# Bensonocythere whitei
Bensonocythere whitei är en kräftdjursart som först beskrevs av Joseph Swain 1952.  Bensonocythere whitei ingår i släktet Bensonocythere och familjen Hemicytheridae. Inga underarter finns listade.